# Moció de censura constructiva
La moció de censura constructiva (en alemany, konstruktives Misstrauensvotum, «vot de censura constructiu») és una variant de la clàssica moció de censura dels sistemes de govern parlamentaris en la qual el parlament només pot retirar la confiança al primer ministre (forçant per tant la caiguda del seu govern) si i només si ja ha estat prèviament triat un successor per una majoria de vots, enfortint d'aquesta manera l'estabilitat del govern.
Aquest concepte va ser originalment inventat a Alemanya després de la Segona Guerra Mundial per la Llei fonamental d'Alemanya (Grundgesetz), que impedeix qualsevol coalició circumstancial (o «coalició d'extrems») entre parts que, un cop aprovada la moció de censura, no es poden posar d'acord sobre el nom del nou cap de govern (aquesta va ser una conseqüència directa de la inestabilitat governamental de la República de Weimar, on els comunistes i els nazis formaven aliances circumstancials per enderrocar els successius governs a un ritme frenètic).
En l'actualitat també és usat a Albània, Armènia, Bèlgica, Eslovènia, Espanya, Hongria, Israel (amb algunes modificacions específiques), Lesotho, Nepal i Polònia.

## Albània
La Constitució d'Albània (1998, modificada en 2008 i 2012) estableix que només la majoria absoluta dels diputats del Kuvendi i Shqipërisë (Assemblea de la República d'Albània) pot adoptar una moció de censura constructiva.

## Alemanya
Tot i que el jurista alemany Carl Schmitt és generalment considerat com qui més va contribuir al desenvolupament d'aquesta innovació constitucional, el concepte en realitat s'havia originat abans a l'Estat Lliure de Prússia després de la finalització de la Primera Guerra Mundial.
Els governs nascuts de la República de Weimar sorgida el 1919 eren usualment força inestables. Un dels factors era que el llavors canceller del Reich (Reichskanzler) era freqüent fet fora del seu càrrec per part del parlament, però sense que un eventual successor del mateix que tingués el suficient suport per part del parlament. Això va provocar una ràpida successió de diversos cancellers que es van veure obligats a confiar en les disposicions d'urgència de l'article 48 per dur a terme les accions bàsiques de govern. En els últims anys de l'era de Weimar, es van imposar diversos gabinets que depenien de la confiança personal de Paul von Hindenburg, el llavors president d'Alemanya durant aquest període. Aquesta inestabilitat implícitament o intrínseca és vista com una de les causes de l'ascens al poder del Partit Nazi el 1933, sota el líder carismàtic del dictador Adolf Hitler.
Per donar una solució definitiva a aquest problema, es van incloure dues provisions específiques i especials a la Constitució o Llei Bàsica alemanya de 1949 (Grundgesetz). A partir de l'entrada en vigència de la mateixa en la llavors Alemanya Occidental (RFA) de la postguerra, el canceller federal (Bundeskanzler) només pot ser remogut del seu càrrec pel vot majoritari del Bundestag (cambra baixa o de diputats del Parlament alemany) si ja existeix un candidat a succeir-lo amb el suport d'una majoria parlamentària.
Els dos articles constitucionals específics al respecte són els següents:
Com a resultat, el fracàs de la moció de confiança no força l'automàtica renúncia del govern o a unes noves eleccions. Més aviat, aquest pot continuar com un «govern de minoria» si és que l'oposició política és incapaç d'aconseguir l'elecció d'un successor a través del mecanisme del vot de censura constructiu.
També, el president federal (cap d'Estat amb funcions bàsicament cerimonials o protocol·làries, com donar el missatge anual de Nadal a la nació) només pot dissoldre la legislatura després del fracàs d'una moció de confiança. Encara que també pot donar-se que la legislatura tampoc es dissolgui automàticament. Aquesta previsió va ser concebuda per limitar el poder del president, el qual també era vist com una de les debilitats de la intrínsecament inestable república de Weimar. Una de les conseqüències derivades d'això és que, a diferència d'altres democràcies i repúbliques parlamentàries, el canceller alemany (cap de govern) no realitza una petició al cap d'Estat sobre dissoldre la legislatura.
En el passat, el canceller solia proposar una moció de confiança que «ell mateix perdia intencionalment». No obstant això, aquesta pràctica va ser posteriorment restringida per part del Tribunal Constitucional Federal (l'últim intèrpret i guardià de la vigència de la Llei Fonamental del país), a partir de l'elecció del demòcrata cristià Helmut Kohl el 1982.

### Història del seu ús
Des de la posada en vigor de la nova Llei Fonamental de 1949, tan sols s'han realitzat dues mocions de censura constructives a Alemanya. Només una d'elles va ser reeixida.
| Data                | Candidat de l'oposició | Canceller            | Sí  | No  | Abstencions | Absents o vots invàlids | Votació reeixida per a la destitució? |
| ------------------- | ---------------------- | -------------------- | --- | --- | ----------- | ----------------------- | ------------------------------------- |
| 27 d'abril de 1972  | Rainer Barzel (CDU)    | Willy Brandt (SPD)   | 247 | 10  | 3           | 236                     | no                                    |
| 1 d'octubre de 1982 | Helmut Kohl (CDU)      | Helmut Schmidt (SPD) | 256 | 235 | 4           | 2                       | sí                                    |

#### La moció de censura constructiva de 1972
El 27 d'abril de 1972 va tenir lloc un intent per destituir el llavors canceller federal Willy Brandt del Partit Socialdemòcrata d'Alemanya (Sozialdemokratische Partei Deutschlands, SPD), i emplaçar en el seu alt càrrec a Rainer Barzel, en aquell moment líder del principal partit d'oposició, la Unió Demòcrata Cristiana d'Alemanya (Christlich Demokratische Union Deustchlands, CDU). No obstant això, l'intent va fracassar per un marge de només dos vots.
Aquest intent va ser sorprenent, perquè en aquest moment era conegut públicament que diversos membres de la coalició entre SPD i el Partit Democràtic Lliure (Freie Demokratische Partei, FDP), aliança que havia portat a Brandt al poder, s'oposaven fortament a la conciliadora Ostpolitik («Política de l'Est», en referència a la llavors obertura germano-occidental a la comunista Alemanya Oriental en particular i al bloc soviètic en general). En aquest ambient polític, el govern ja no tenia una clara majoria, en particular després que diversos diputats s'haguessin passat a l'oposició.
Matemàticament l'oposició hauria d'haver obtingut una majoria de 250 vots, comparats amb els vots 246 a favor de la coalició governant; per tant, en teoria tenia un més dels 249 necessaris per destituir a Brandt del seu càrrec. No obstant això, la votació en qüestió va ser bastant travada i va estar influïda per diferents mogudes tàctiques; encara que era secret, el vot de la coalició de la CDU va ser exposat per una coalició que en part es va abstenir de votar. Al final, en la votació efectiva, només es van acabar emetent 260 vots: 247 a favor del «sí», 10 pel «no» i 3 abstencions. Aviat es va tornar evident que calia buscar els vots que faltaven dins de les pròpies files de la CDU.
Al juny de 1973, el membre de la CDU Julius Steiner va admetre davant el conegut setmanari polític germano-occidental Der Spiegel (El Mirall) que s'havia abstingut de votar. Més tard va afirmar haver rebut 50.000 DM d'una de les llavors principals figures del SPD, Karl Wienand. Leo Wagner, membre de la Unió Social Cristiana de Baviera (Christlich-Soziale Union in Bayern, CSU), va ser suspès per haver suposadament rebut un suborn, encara que en el seu cas no va poder trobar-se prova o evidència concloent en contra seu.
Després de la reunificació alemanya de 1990, es va aclarir que els diners de suborn que s'havien ofert a diversos polítics de la CDU havia provingut del la Stasi, el ministeri de seguretat i policia política de la llavors Alemanya Oriental comunista. De fet, el govern germànic oriental d'Erich Honecker, al poder des de feia un any, veia naturalment amb molt bons ulls la continuació de Brandt al poder i de l'Ostpolitik que aquest últim havia llançat. Això seria irònic en certa manera, que ja que en l'actualitat alguns veuen a l'Ostpolitik de Brandt com un dels passos que van contribuir a l'eventual implosió dels règims comunistes de l'Est europeu entre 1989 i 1991.
No obstant això, com el govern ja no gaudia del suport de la majoria del Parlament, el 22 de setembre el canceller Brandt va proposar una moció de confiança al Bundestag, la qual va perdre «intencionalment» per així obrir pas a la realització de les eleccions federals de 1972 a l'Alemanya Occidental.

#### La moció de censura constructiva de 1982
L'1 d'octubre de 1982, Helmut Schmidt va ser reeixidament remogut del seu càrrec de canceller federal de l'Alemanya Occidental en favor de Helmut Kohl, marcant la fi de la fins llavors govern de coalició entre el socialdemòcrata SPD i el FDP.
Aquesta moció de censura constructiva no va ser tan «tècnicament forçada» com l'anterior, ja que aquesta vegada estava clar que el FDP volia canviar-se de bàndol i establir una nova coalició, ara amb la CDU, i ja es trobava realitzant negociacions al respecte per quan es va produir la votació. De fet, el FDP ja no estava satisfet amb la política econòmica implementada pel socialdemòcrata SDP, i al mateix temps aquest últim estava experimentant divisions internes sobre la decisió de l'OTAN (a partir del renovat anticomunisme del president estatunidenc Ronald Reagan) d'instal·lar míssils nuclears d'abast mitjà (MRBMs) en el territori d'Alemanya Occidental, per eventualment fer front als míssils soviètics instal·lats a Alemanya Oriental. Malgrat en aquestes condicions de certa debilitat de la coalició governant, la votació només va ser reeixida per un escàs marge de 7 vots. Per obtenir una majoria més clara al Bundestag (la qual cosa semblava estar a l'abast segons les enquestes), després de la votació, Helmut Kohl va demanar una moció de confiança en la qual la nova coalició CDU-FDP va votar intencionadament en contra del nou Canceller Federal que acabaven d'elegir.
Aquest «truc» permetia la dissolució del Bundestag segons el que disposa al respecte per l'article 68 de la Llei Fonamental (vegeu més amunt). Tanmateix, aquesta acció esperava una decisió al respecte per part del Tribunal Constitucional, la qual, en una sentència judicial de dubtosa utilitat per a aquest moment, va defensar la legalitat d'aquesta moguda però va definir criteris més estrictes per a aquest tipus de fusions en el futur.
Després de tot, el llavors nou Busdestag ja havia estat triat a partir de l'elecció federal alemanya de març de 1983, la qual duraria fins als temps de l'Alemanya reunificada. De fet, aquesta forta majoria parlamentària a favor de la coalició encapçalada per la CDU es mantindria durant 15 anys, fins a les eleccions generals de 1998, en les quals va tornar al poder el socialdemòcrata SDP, de la mà de Gerhard Schröder.

#### La moció de confiança contra Gerhard Schröder de 2005

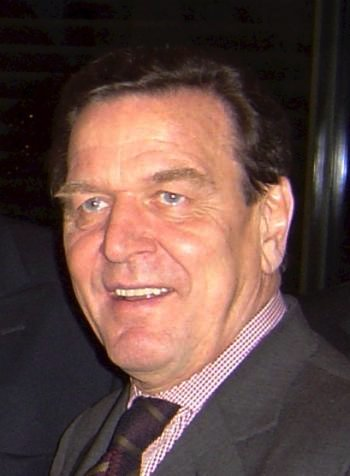
Gerhard Schröder

El 22 de maig de 2005, després que el SPD perdés davant dels demòcrates cristians (CDU) en les eleccions federals (land) a Rin del Nord-Westfàlia, el canceller Gerhard Schröder va anunciar que convocaria eleccions federals «tan aviat com fos possible». En aquest cas, no es va utilitzar la moció de censura constructiva (article 67); en lloc d'això es va fer una moció de confiança (article 68) contra el canceller Schröder. Schröder va ser derrotat al Bundestag l'1 de juliol de 2005 per 151 a 296 (amb 148 abstencions), després que Schröder instés als membres que no votessin pel seu govern per provocar noves eleccions. Una vegada més, el Tribunal Constitucional va permetre aquesta moció de confiança i el President Federal va dissoldre el Bundestag d'acord amb l'article 68 de la Llei Fonamental.
Les eleccions federals alemanyes de 2005 es van celebrar el 18 de setembre. Després de les eleccions, ni la coalició SPD-Green de Schröder, ni l'aliança entre la CDU / CSU, ni la FDP liderada per Angela Merkel van aconseguir una majoria al parlament. El 10 d'octubre es va anunciar que les parts havien acordat formar una gran coalició. Schröder va acordar cedir la cancelleria a Merkel, però el SPD tindria la majoria de càrrecs governamentals i mantindria un control considerable de les polítiques governamentals. Merkel va ser triada cancellera el 22 de novembre.

## Bèlgica
El Regne de Bèlgica va adoptar la moció de censura constructiva en el text de la Constitució de Bèlgica (text coordinat de 1994) en el apartat que fa referència a la dissolució del Parlament Federal de Bèlgica.

## Eslovènia
Segons la Constitució d'Eslovènia (1991, modificada el 1997, 2000, 2003, 2004, 2006 i 2013), el Državni zbor (cambra baixa del Parlament d'Eslovènia) pot aprovar una moció de censura per al Govern només per mitjà d'una moció de censura constructiva.

## Espanya
Actualment a Espanya hi ha un sistema de moció de censura constructiva que no té més diferències amb el implementat a Alemanya. Va ser aprovat com a part de la llavors nova Constitució democràtica i post-franquista de 1978, respecte del Parlament Nacional (però també es va començar a aplicar respecte de les Assemblees territorials de les diferents comunitats autònomes, divisions administratives de primer ordre de l'Estat).
Segons el que disposa la Constitució espanyola, el President del Govern (primer ministre) ha de renunciar si proposa una qüestió de confiança al Congrés de Diputats (la cambra baixa del Parlament) i és derrotat, o si el Congrés, actuant motu proprio (a partir de la seva pròpia iniciativa), decideix adoptar una moció de censura constructiva. Igual que en el cas de la Llei Fonamental alemanya, en la Constitució espanyola de 1978 no es fa referència explícita al concepte de moció de confiança constructiva, sinó que aquest es dedueix de la lectura d'alguns articles respectius. Aquests són els següents:

### Història del seu ús
La moció de censura constructiva ha estat utilitzada a Espanya en quatre ocasions, una contra el President Adolfo Suárez (Centre Democràtic i Social, CDS) el 1980, una altra contra el President Felipe González (Partit Socialista Obrer Espanyol, PSOE) el 1987 i dos contra el President Mariano Rajoy (Partit Popular, PP) el 2017 i 2018.
| Data                           | Candidat de l'oposició | President              | Sí  | No  | Abstencions | Absents o vots invàlids | Votació reeixida per a la destitució? |
| ------------------------------ | ---------------------- | ---------------------- | --- | --- | ----------- | ----------------------- | ------------------------------------- |
| 28-30 de maig de 1980          | Felipe González (PSOE) | Adolfo Suárez (CDS)    | 152 | 166 | 21          | 11                      | no                                    |
| 23-30 de març de 1987          | Antonio Hernández (AP) | Felipe González (PSOE) | 67  | 195 | 70          | 18                      | no                                    |
| 13-14 de juny de 2017          | Pablo Iglesias (Podem) | Mariano Rajoy (PP)     | 82  | 170 | 91          | 1                       | no                                    |
| 31 de maig - 1 de juny de 2018 | Pedro Sánchez (PSOE)   | Mariano Rajoy (PP)     | 180 | 165 | 1           | 0                       | sí                                    |

De les quatre presentades, només una ha triomfat, la liderada per Pedro Sánchez contra Mariano Rajoy el 2018, aglutinant el suport majoritari de la cambra (180 vots a favor, 169 en contra i 1 abstenció) i forçant al Govern de Mariano Rajoy a dimitir així com el nomenament de Pedro Sánchez com a president.

## Hongria
L'Országgyűlés (Assemblea Nacional d'Hongria) pot remoure al primer ministre mitjançant l'aplicació de la moció de censura constructiva. Referent a això, l'article 39A.1 de la Constitució hongaresa estableix que:
Des de 2012 ha estat vigent la nova constitució anomenada Llei Fonamental i té la mateixa regulació de la moció sense confiança.

### Història del seu ús
El març de 2009, el primer ministre Ferenc Gyurcsány va anunciar que lliuraria el seu càrrec al polític amb més suport per part dels partits amb representació important dins el llavors parlament d'Hongria. L'Aliança dels Demòcrates Lliures (Szabad Demokraták Szövetsége, SZDSZ) es va oposar a la majoria dels candidats per a Primer Ministre proposats pels parlamentaris del Partit Socialista Hongarès (Magyar Szocialista Párt, MSZP), però el 30 de març de 2009 Gordon Bajnai es va enginyar per aconseguir el suport de tots dos partits.
El 14 d'abril va tenir lloc una moció de censura constructiva contra Gyurcsány, després de la qual Bajnai va esdevenir el nou primer ministre del país.

### La Llei Fonamental d'Hongria
L'actual Llei Fonamental d'Hongria (la nova Constitució d'Hongria adoptada el 2011) té disposicions similars que permeten només una moció de censura constructiva amb la majoria absoluta dels membres de l'Assemblea Nacional.

## Israel
La moció de censura constructiva a Israel ha estat vigent des que es va abolir l'elecció directa del Primer Ministre d'Israel el 2001. Una moció de censura per part de la Kenésset (parlament) no tria nou primer ministre, sinó que només proposa un «formador»: un «presumpte nomenat» encarregat de formar un nou govern. El candidat proposat pot o no aconseguir un vot positiu de confiança abans de convertir-se en primer ministre. El sistema, per tant, no garanteix la continuïtat del govern de la mateixa manera que ho fa el vot de censura constructiu a Alemanya i en altres llocs.
D'acord amb l'esmena I de la Llei bàsica del govern de 2001, el sistema es modifica i ja no hi ha un formador. La Llei bàsica del govern de 2001 estableix a la secció 28.b que:
Llavors el membre de la Kenésset té un termini de 28 dies per intentar conformar un nou govern. Finalment, cal o convé aclarir si el president d'Israel només té funcions més aviat protocol·làries o cerimonials (igual que en el cas alemany).

## Lesotho
La subsecció 8 de la secció 87 de la Constitució de Lesotho estipula que una moció de censura per al Primer Ministre de Lesotho no té efecte a menys que l'Assemblea Nacional designi un dels seus membres per ser nomenat primer ministre en comptes de l'incumbent:

## Polònia
La Constitució de Polònia (1997) afirma que el Sejm (cambra baixa de l'Assemblea Nacional) pot eliminar el Consell de Ministres (gabinet) només per una resolució (adoptada per majoria absoluta dels membres del Sejm), que especifica el nom del nou Primer ministre (president del Consell de Ministres).

## El sistema de Westminster
Normalment, en el sistema de Westminster no cal una moció de confiança constructiva. Un primer ministre que s'enfronta a una moció de censura no ha de renunciar immediatament, ni demanar la dissolució del parlament i la convocatòria de noves eleccions. Normalment, aquest sistema és estable perquè els partits polítics forts del sistema de Westminster asseguren un nombre molt reduït de candidats viables per substituir un primer ministre i també garanteix governs majoritaris freqüents i estables.
Tanmateix, això no ha sigut sempre així, especialment en els sistemes de Westminster sense partits polítics clarament definits. En aquestes circumstàncies, era sovint el cas que el primer ministre fos impopular entre els parlamentaris, però també podria no tenir un successor viable que pogués tenir un millor domini del parlament. En aquests casos, s'esperava informalment que el Parlament es resistís a realitzar una moció de censura si no hi havia un successor raonablement obvi; en aquest cas el primer ministre solia dimitir sense recórrer a noves eleccions.
D'altra banda, si un primer ministre d'un sistema de Westminster mantingués una moció de censura malgrat la manca d'un successor evidentment viable, depenent de les circumstàncies podria tenir fins a dues alternatives a la dimissió:convocar noves eleccions o intentar per seguir governant malgrat la moció de censura